# Аєгі
Аєгі (ісп. Ayegui) — муніципалітет в Іспанії, у складі автономної спільноти Наварра. Населення — 1667 осіб (2009).
Муніципалітет розташований на відстані близько 280 км на північний схід від Мадрида, 36 км на південний захід від Памплони.
На території муніципалітету розташовані такі населені пункти: (дані про населення за 2009 рік)
- Аєгі: 1286 осіб
- Іраче: 381 особа

## Демографія
Динаміка населення (INE ):

## Галерея зображень

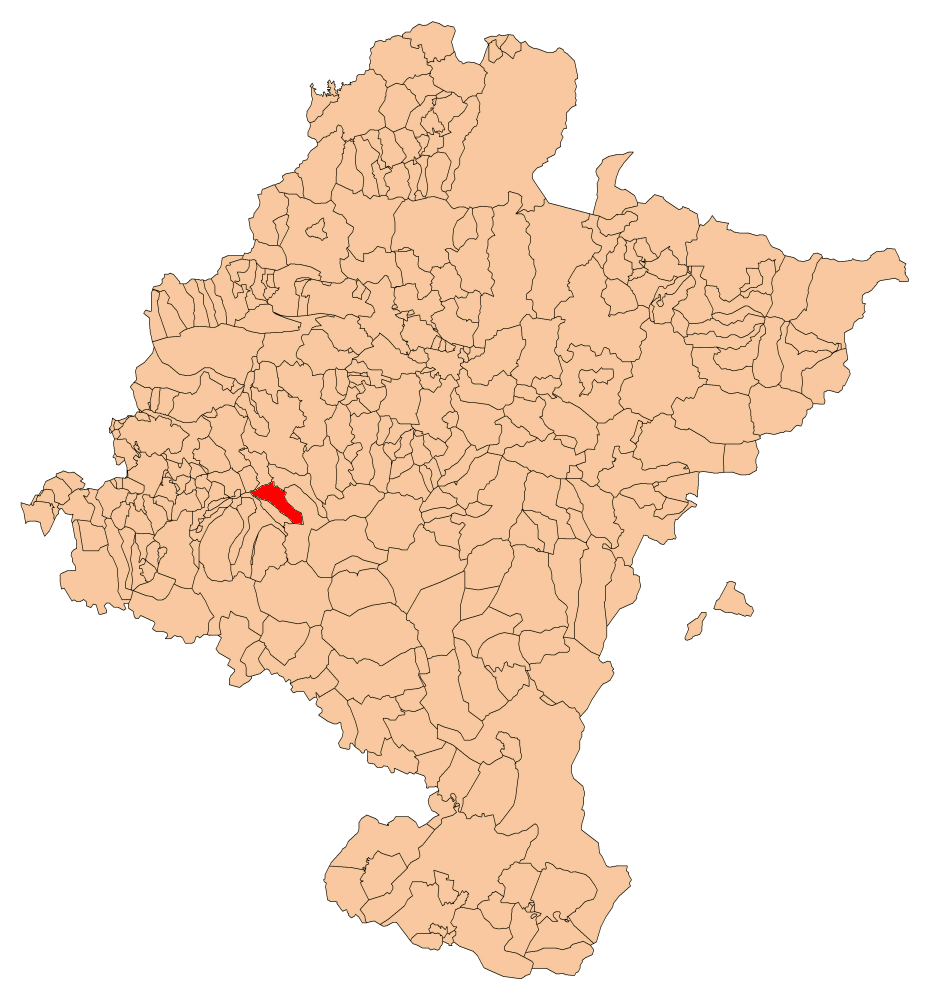
Розташування муніципалітету
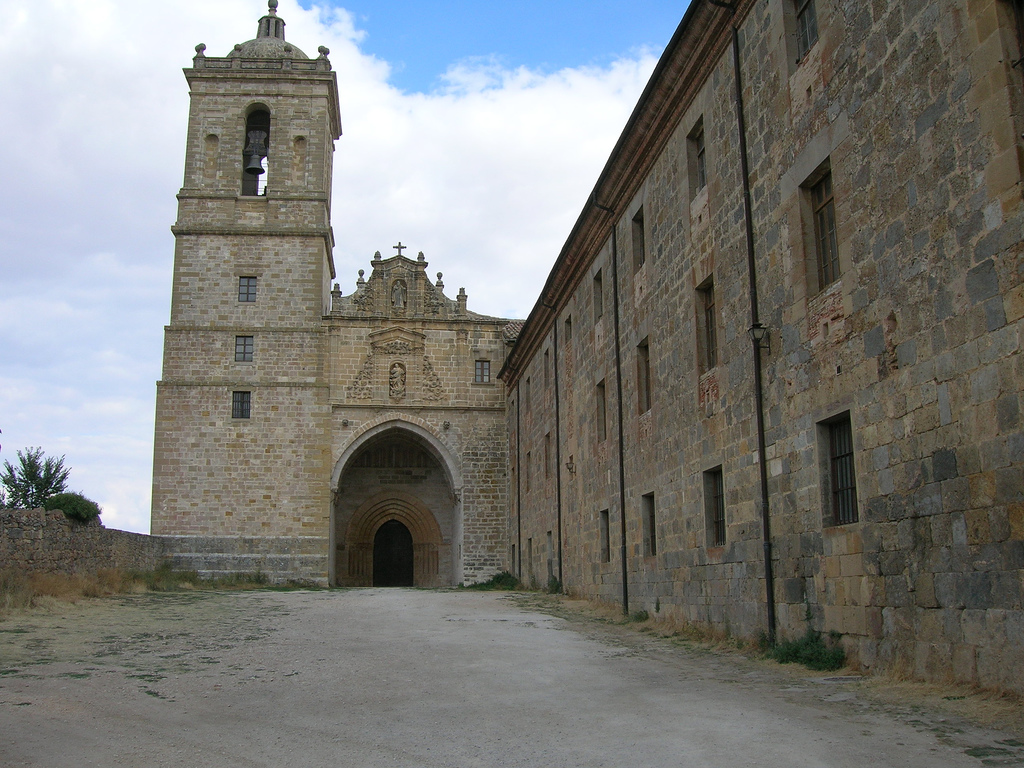
Монастир Іраче